# Psyllaephagus loginovae
Psyllaephagus loginovae är en stekelart som beskrevs av Trjapitzin 1986. Psyllaephagus loginovae ingår i släktet Psyllaephagus och familjen sköldlussteklar.
Artens utbredningsområde är:
- Kazakstan.
- Turkmenistan.

Inga underarter finns listade i Catalogue of Life.